# L'Aigle de Florence
Pour plus de détails, voir Fiche technique et Distribution.
L'Aigle de Florence (titre original : Il magnifico avventuriero) est un film franco-hispano-italien réalisé par Riccardo Freda, sorti en 1963.

## Synopsis
En 1527, Benvenuto Cellini est un célèbre orfèvre, sculpteur, dessinateur et coureur de jupons aussi impénitent qu'ingénieux. Contraint de fuir Florence pour avoir dérobé l'or nécessaire à la réalisation d'un ouvrage sophistiqué; de même que de participer à un concours organisé par le Grand-Duc, il rencontre sur son chemin le Comte Frangipani, qui se rend à Rome. Il apprend que le Comte s'y rend pour apporter un message au Pape et Cellini est immédiatement captivé par la beauté de la femme de Frangipani, Lucrezia, mais ne dédaigne pas de courtiser Piera, une bonne d'auberge, qui les suit jusqu'à la ville éternelle. Arrivé à la cour pontificale, Clément VII le nomme le florentin responsable de la Monnaie et ce dernier propose alors de concevoir les monnaies d'État à l'effigie de Lucrèce, profitant ainsi de l'occasion pour pouvoir la représenter sans être découvert par son mari. 
On découvre plus tard que l'artiste a fait frapper de faux ducats afin de payer le coût expansif d'un bâtiment et il est mis en prison. Au même moment, les troupes impériales, composées essentiellement de lansquenets allemands et suisses luthériens, aux ordres de Charles Quint marchent vers Rome, ce qui oblige le Pape à libérer Cellini. Ce dernier est chargé de la défense du Château-Saint-Ange alors que débute le Sac de Rome. Tandis que les mercenaires descendus du nord en mettant la ville à feu et à sang, Cellini est chargé de délivrer un message à l'empereur et avant de partir, le sculpteur salue Lucrèce, tandis que Piera lui révèle son amour. Cellini réussit ensuite sa dangereuse mission osant quitter le château assiégé sous les coups de canons et parvient à se réfugier dans un couvent à Subiaco. Là-bas, déguisé en moine, il remet la demande de paix et Rome est sauvé. Par la suite, Cellini retourne à Florence, où fidèle à son mode de vie, il réalise enfin son rêve de sculpture en achevant son Persée tenant la tête de Méduse.

## Fiche technique
- Titre : L'Aigle de Florence
- Titre original : Il magnifico avventuriero
- Réalisation : Riccardo Freda
- Scénario : Filippo Sanjust et Antoinette Pellevant
- Photographie : Raffaele Masciocchi, Julio Ortas
- Montage : Ornella Micheli
- Musique : Francesco De Masi
- Direction artistique : Aurelio Crugnola
- Décors : Franco Fumagalli
- Costumes : Marisa Crimi
- Producteurs : Luigi Carpentieri, Ermanno Donati
- Producteur associé : Sergio Newman
- Sociétés de production :  Hispamer Films, Les Films du Centaure, Panda Societa per L'Industria Cinematografica
- Société de distribution :  Universal Films Española (Espagne), Les Films Jacques Leitienne (France), Les Films Eddie de Jong (Belgique), Compass Film (distribution internationale)
- Pays de production :  Italie |  France |  Espagne
- Format : Couleur (Technicolor) — 35 mm — 1,85:1 — Son : Mono
- Genre : Film d'aventure, Film biographique, Film historique
- Durée : 93 minutes
- Dates de sortie : 
  - Italie : 3 août 1963
  - France : 24 avril 1965
  - Espagne : 1er novembre 1965

## Distribution
- Brett Halsey : Benvenuto Cellini
- Claudia Mori : Piera
- Françoise Fabian : Lucrezia
- Bernard Blier : Clément VII
- Andrea Bosic : Michel-Ange
- Diego Michelotti : Charles Quint
- José Nieto : Connétable de Bourbon
- Elio Pandolfi : Acteur